# Križevci, Gornji Petrovci
Kríževci (madžarsko Tótkeresztúr) so vas na severovzhodu Goričkega in hkrati tudi krajevna skupnost v Občini Gornji Petrovci. Naselje je razloženo na 4 zaobljenih slemenih in na 3 vmesnih dolinah, ki se združujejo v Dolu; sestavljajo ga 5 zaselkov in več skupin posameznih hiš. V bližini izvira rečica Mala Krka. 
V Križevcih se je leta 1941 rodil Milan Kučan, prvi predsednik samostojne Republike Slovenije, leta 1817 pa Jožef Berke. Tukaj je živel Ivan Berke pisatelj (grob ima v pokopališču) in Janoš Flisar sadjar, pisatelj, prevoditelj, pesnik in novinar prekmurščine.
Križevci, ki se v srednjem veku pojavljajo z imenom Keresztur so bili že v srednjem veku naselje v lasti številnih nižjeplemiških rodovin. Že leta 1405 se omenja nek Mykola de Kerezthwr - Mykola (Mikola) je najverjetneje rodbinsko in ne osebno ime, saj nam je iz srednjega veka poznana plemiška rodbina Mikola. Najverjetneje je večina teh križevskih plemičev potomcev plemenite rodovine Jure oz. Henclinov (kakor so se kasneje imenovali). Tako se v 15. stoletju omenjajo predstavniki rodovine Keresztury - Ladislaus de Keresthwr (1464), Olah de Kerezthwr (1483). Na prelomu stoletja se nato omenja predstavnik rodovine Medgyesi - Stephani Megyesfy de Kerezthwr (1500). Ostale plemiške rodovine s posestmi v Križevcih so bile Birják, Niczky, Horváth, Muray, Medgyesi, Csányi, Rosty, in Berke.